# Valentinite
La valentinite est un minéral découvert en 1845 à Allemont en Dauphiné, appartenant aux trioxydes d'antimoine et constitué de cristaux orthorhombiques blancs neigeux, parfois jaunâtres ou rougeâtres. C'est l'un des produits d'oxydation les plus fréquents dans les gîtes d'antimoine.
La valentinite doit son nom à Basile Valentin, moine allemand et religieux de l'ordre de saint Benoît, né vers la fin du XVIe siècle, qui travailla sur l'antimoine et sur la distillation des alcools, et affirma les vertus thérapeutiques du trisulfure d'antimoine.
Ce minéral a été exploité en Algérie, au Djebel Senza, proche du Djebel Hammimat, par la Compagnie des mines de La Lucette. La valentinite a été aussi produite à Malaczka, en Hongrie, ou à Příbram, République tchèque, d'où furent extraits des cristaux tabulaires, blancs, atteignant 20 millimètres, ainsi qu'au Potosi, en Bolivie.
La valentinite a d'abord servi de pigment pour les peintures blanches, l'un des usages les plus anciens de l'antimoine, repris par Peintures Valentine, puis à partir du XXe siècle d'ignifugeant pour les polymères et textiles et plus récemment de catalyseur chimique.
La valentinite est également appelée Exitèle [du grec ἐξίτηλος, exítêlos (qui se ternit, qui perd de sa force) en raison de ses propriétés physiques (fragilité)].
Elle constitue une espèce dimorphe de la  sénarmontite, c'est-à-dire de même formule chimique, mais de structure différente.

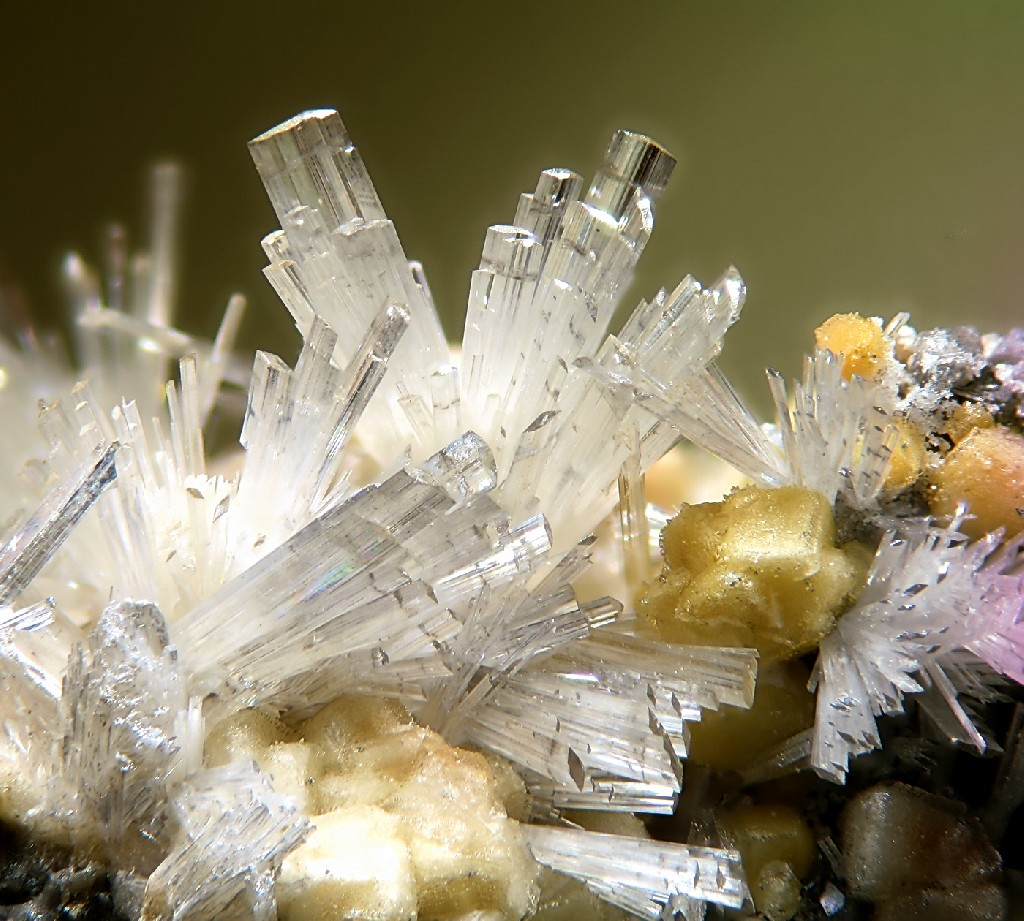
Valentinite, Djebel Nador, Constantine Province, Algérie